# کمرون وینکلوس
کامرون هاوارد وینکلواس (متولد 21 اوت 1981) یک پارو زن آمریکایی و کارآفرین است. او در رقابت مردان جفت پارو دربازی‌های المپیک پکن با برادر دوقلو و پاروزن هم تیمش رقابت کرد. کامرون و برادرش به خاطر بنیان‌گذاری شبکه هاروارد کانکشن (بعدها به ConnectU تغییر نام داد) شناخته می‌شوند. در سال ۲۰۰۴ برادران وینکلواس از مارک زاکربرگ بنیان‌گذار فیسبوک ۶۵ میلیون دلار خسارت دریافت کردند. آنها معتقد بودند زاکربرگ ایده آن‌ها دربارهٔ connectU را دزدیده تا شبکه اجتماعی محبوب فیس‌بوک را راه اندازی کند.